# Korypheus
Korypheus - це метал колектив з Києва, створений у 2016 році фронтменом Андрієм (Andy) Гущиним. У складі колективу представлені Енді Гущин на лід вокалі, Джуліан Торс екстрим вокал, Олег Кокотун на гітарі, Павло Шкодяк на басі та Денис Куров на барабанах.

## Музичні альбоми
Після двох років концертів шоу та двох одиночних релізів, в грудні 2018 року  Korypheus випустив на світ свій дебютний EP «Blessed», потужна прогресивно-рок-композиція, пронизана рифами та пронизливими мелодіями, і за такий короткий час привернули увагу шанувальників музики по всьому світу. Їх другий альбом "Over The Rainbow" вийшов в листопаді 2020 на французькому лейблі M&O Music та випущений дистриб'ютором Season Of Mist.

## Стиль гурту
Korypheus комбінує різноманітні важкі металеві піджанри з гострим слухом для мелодії і епічними структурами. Стиль гри об'єднує елементи джента, прогресивного метал та металкору. На гурт вплинули такі виконавці як Gojira, Black Sabbath, Mastodon, Opeth, Devin Townsend. 
Коріфеус регулярно виступає на київських майданчиках та фестивалях, таких як MonteRay Summer Rock Fest, Power of Ukraine - 2018, Vol. 2., FriDayMare Fest, київські рок-фестивалі «Metal Bleeding» 2019 та MonteRay Summer Fest 2019.

## BUMA 2020
У 2020 році гурт Korypheus став номінантом в категорії на "Кращий метал гурт України".

## Тур по Україні 2023
В листопаді київскій Коріфеус вирушив в тур на підтримку майбутнього альбому. В програмі були Тернопіль (клуб Naпошті), Рівне ("Хмільна Обойма"), Івано-Франківськ (бар "Блуд") та Львів ("Kotelnja Ruїn Bar"). 
Коріфеус підтримували гурти:
Red Side, Rizak, Enstrict, Icarus Driver, Red Side, Khorset, Season of Melancholy.

## Дискографія
- 2018 — EP Blessed
- 2020 — Over The Rainbow

17го вересня 2023 вийшов новий сингл гурту Korypheus "Odysseus". Ця пісня про стоїцизм і кохання у важкі часи війни. Раніше гурт оприлюднив перший сингл «Icarus» із майбутнього альбому, який має вийти у травні 2024 року.

## Альбом Gilgamesh 2025
Korypheus підписав контракт з американським лейблом M-Theory Audio.
Музика для 3-го студійного альбому «Gilgamesh» була зведена Дмитром Кімом (ex-Jinjer) та мастерингом Джеєм Растоном у TRS West Studio (Amon Amarth, Anthrax, Avatar, Corey Taylor, Stone Sour). Для цього альбому були запрошені відомі світові музиканти:
Йоссі Сассі (Orphaned Land) на бузукі
Лаура Гулдемонд (Burning Witches) як вокалістка та Дмитро Кім (екс-Jinjer) за барабанами.